# Janusz Czebreszuk
Janusz Czebreszuk (ur. 20 stycznia 1959 w Darłowie) – polski archeolog, profesor nauk humanistycznych.
Specjalizuje się w epoce brązu w Europie i strefie egejskiej. Profesor na Wydziale Archeologii Uniwersytetu im. Adama Mickiewicza w Poznaniu, gdzie pracuje w Pracowni Archeologii Śródziemnomorskiej Epoki Brązu. Od 1 września 2008 kierownik tej pracowni. 

## Życiorys
Stopień doktorski uzyskał w 1995 na podstawie pracy pt. Przemiany kulturowe w pierwszej połowie interstadium epok neolitu i brązu na Kujawach (promotorem był prof. Aleksander Kośko). Habilitował się w 2001 na podstawie oceny dorobku naukowego i rozprawy pt. Schyłek neolitu i początki epoki brązu w strefie południowo-zachodniobałtyckiej (III i początki II tys. przed Chr.). Alternatywny model kultury. W 2012 uzyskał tytuł naukowy profesora nauk humanistycznych w zakresie archeologii.
W 2019 został członkiem Rady Doskonałości Naukowej I kadencji. Od 2019 pełni funkcję dyrektora Polskiego Instytutu Archeologicznego w Atenach.
Wypromował siedem prac doktorskich oraz był recenzentem czterech prac habilitacyjnych i jednego doktoratu. 
Jest autorem m.in. sześciu monografii (był współautorem czterech z nich) oraz stu dziesięciu artykułów.
Członek Akademickiego Klubu Obywatelskiego im. Prezydenta Lecha Kaczyńskiego w Poznaniu.